# Federico Leo

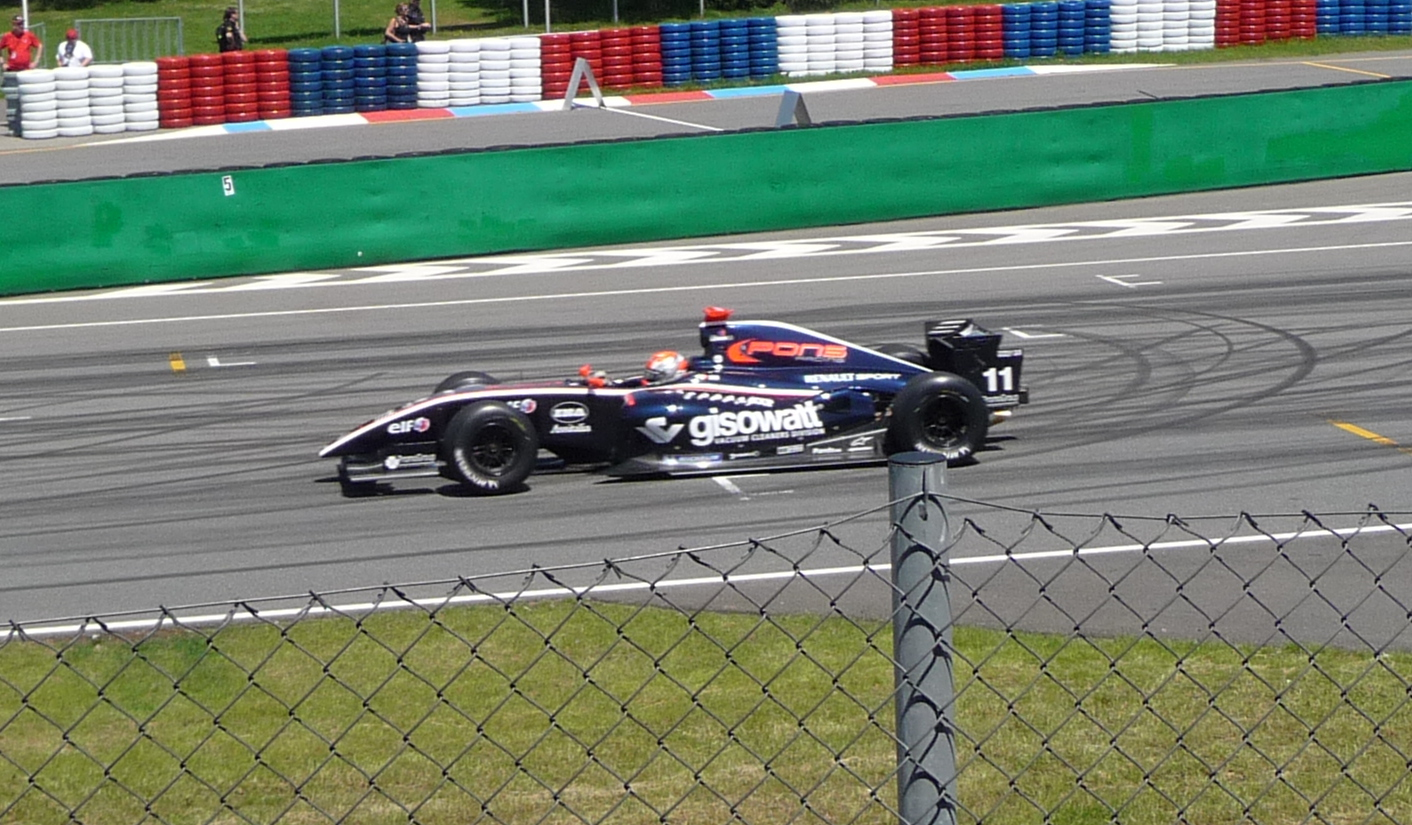
Federico Leo in 2010

Federico Leo (Varese, 27 augustus 1988) is een Italiaans autocoureur.

## Carrière

### Formule Junior
Leo begon zijn autosportcarrière aan het einde van 2005 in de Formule Junior 1600 Winter Series, waar hij negen punten scoorde en als dertiende in de eindstand eindigde. Het volgende jaar nam hij het hele seizoen deel, waarbij hij een podium behaalde en als twaalfde eindigde.

### Formule Renault 2.0
Aan het eind van 2006 nam Leo deel aan de Italiaanse Formule Renault 2.0 Winter Series voor het team RP Motorsport, waarbij hij als vijftiende eindigde. In 2007 bleef hij bij dit team rijden in het hoofdkampioenschap, alhoewel hij in veertien races geen punten behaalde.

### Formule 3
In 2008 stapte Leo op naar het Duitse Formule 3-kampioenschap voor het Italiaanse team Ombra Racing. Hij eindigde als negende in de stand met een podiumplaats in de openingsrace in Hockenheim. Hij reed ook een race in het Britse Formule 3-kampioenschap op Monza in mei van dat jaar. Nadat hij beide races van achteraan de grid startte, finishte hij veertiende in race 1 en viel uit in race 2.

### Formule Renault 3.5 Series
Aan het eind van 2008 nam Leo deel aan tests voor de Formule Renault 3.5 Series op Paul Ricard en Valencia. Nadat hij voor de teams RC Motorsport en Pons Racing testte, tekende Leo voor het laatste team om deel te nemen aan de Formule Renault 3.5 in 2009 naast de Spanjaard Marcos Martínez. Hij scoorde acht punten in het hele seizoen, alle punten kwamen van de laatste ronde op het nieuwe Motorland Aragón circuit with a pair of sevenths.
Tijdens de tests voor het volgende seizoen testte Leo voor meerdere teams, waaronder Fortec Motorsport en Draco Racing, maar blijft voor Pons Racing rijden voor een tweede seizoen in de Formule Renault 3.5. Zijn teamgenoot is de Italiaanse Formule 3-kampioen en Ferrari Driver Academy-lid Daniel Zampieri.

### Auto GP
In mei 2010 maakte Leo zijn debuut in de nieuwe Auto GP op Imola, waarbij hij Adrian Zaugg vervangt bij het team Trident Racing team. Nadat hij de hoofdrace eindigde op een negende plaats, behaalde Leo een vijfde plaats in de sprintrace nadat hij een startcrash met zes auto's overleefde. In oktober 2010 reed Leo nog een weekend in de Auto GP in de ronde op Monza, waarbij hij de races op een vijfde en zevende plaats eindigde.

### Le Mans Series
In april 2010 testte Leo een Lola B08/80 LMP2 car op Vallelunga voor het Italiaanse team Racing Box en in augustus werd bekend dat hij voor het team zou rijden in de Le Mans Series in de 1000 km van de Hungaroring, de voorlaatste ronde van het seizoen 2010. Hij bleef ook voor het team rijden in de laatste ronde in de 1000 km van Silverstone, waar hij en zijn teamgenoten als 13e finishte en 5e in de LMP2-klasse. In de eindstand was hij 17e in de LMP2-klasse.

### GP2
In november 2010 gaat Leo Edoardo Piscopo vervangen bij het team Trident Racing in de GP2 in de laatste ronde op het Yas Marina Circuit in Abu Dhabi.